# Het glas is half vol
Het glas is half vol was een realityprogramma op de Nederlandse televisiezender Tien met in de hoofdrollen Bonnie St. Claire en Viola Holt.

## Opzet
In het programma gingen St. Claire en Holt verschillende feestjes af in Nederland, waarbij ze werden gevolgd door een camera. Het programma trok ongeveer 200.000 kijkers.
Het programma had al sinds het begin weinig succes. Er werd besloten geen tweede seizoen te maken. Ook kwam er stevige kritiek van Gerard Joling. Hij vond dat Bonnie St. Claire te veel werd misbruikt door Viola Holt.